# Spanskginst
Spanskginst (Spartium junceum) art i familjen ärtväxter och den enda arten i släktet Spartium. Den växer vild på Azorerna, Madeira, Kanarieöarna, i Medelhavsområdet och i Kaukasus. Arten är inte härdig i Sverige men odlas ibland som krukväxt.

## Beskrivning

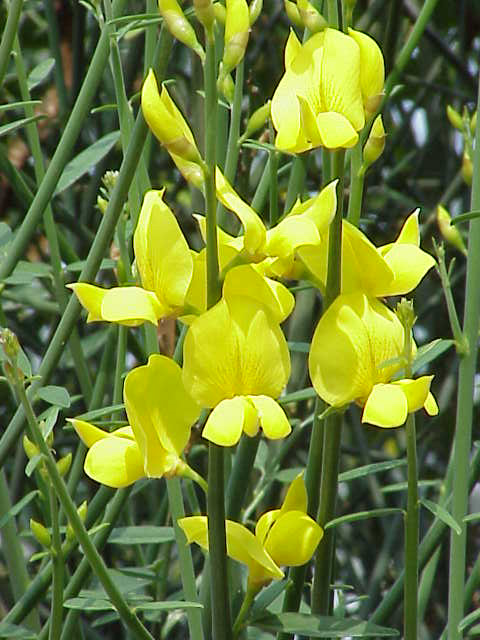
Närbild på blomställningen

S. junceum är en kraftfull lövfällande buske som når en höjd av 2 - 4 meter, i undantagsfall även 5 meter och med huvudstammar upp till 5 centimeter i diameter, i sällsynta fall upp till 10 centimeter. Den har tjocka, något suckulenta grågröna skott som liknar tågväxternas strån. På dessa skott sitter sparsamt med blad som är 1 - 3 centimeter långa och upp till 4 millimeter breda. Bladen har mycket liten betydelse för växtens framgång eftersom det mesta av dess fotosyntes utförs i de gröna skotten. Det här arrangemanget gör att det går åt ganska lite vatten och är en anpassning till det torra klimatet där den lever. Bladen faller av tidigt. På senvåren och på sommaren täcks skotten av rikliga doftande blommor som liknar ärt-blommor och är 1 - 2 centimeter breda. Blomman är gul. På sensommaren mognar de 8 - 10 centimeter långa ärtskidorna och blir svarta. De spricker upp, ofta med en hörbar liten smäll, och sprider fröna en bit bort från moderplantan.